# Gefecht bei Stockerau
Sacile – Teugn-Hausen – Weichselfeldzug – Raszyn – Abensberg – Landshut – Eggmühl – Regensburg – Neumarkt – Ebelsberg – Piave – Aspern – Sankt Michael – Stralsund – Bergisel – Raab/Győr – Graz – Wagram – Korneuburg – Stockerau – Gefrees – Hollabrunn (Schöngrabern) – Znaim – Walcheren–Schlacht an der Baskischen Reede
Das Gefecht bei Stockerau war ein Scharmützel des Fünften Koalitionskrieges der Napoleonischen Kriege, bei dem am 8. Juli 1809 ein unter französischem Kommando stehendes, hessisches Kavallerieregiment von der österreichischen Kavallerie geschlagen wurde.

## Vorgeschichte
Nach dem französischen Sieg bei der Schlacht bei Wagram organisierte der Kommanandt der Kaiserlich-Königlichen Armee, Erzherzog Karl von Österreich-Teschen, den ordnungsgemäßen Rückzug in Richtung Böhmen. Er wollte seine Hauptmacht über die Znaimer Straße führen, nur das IV. Korps unter Rosenberg sollte über die Brünner Straße abziehen. Der Plan war, sich mit der böhmischen Landwehr zu vereinen und in einer weiteren Schlacht gegen Napoleon anzutreten. Die Nachhut konnte bereits im Gefecht bei Korneuburg die französischen Verfolger kurzzeitig aufhalten.

## Verlauf
Nach nächtlichen Märschen nahm die österreichische Nachhut Stellung zwischen Sierndorf und Unterhautzental. Die Franzosen erschienen bereits am Vormittag auf der Stockerauer Höhe, unternahmen aber keine wesentlichen Angriffe. Erst am Abend griff die französische Kavallerie an und wurde unter schweren Verlusten bis zur Infanterie zurückgeworfen.

## Auswirkungen
Das nächste Aufeinandertreffen erfolgte in Oberhollabrunn.